# 東呉羽村
東呉羽村（ひがしくれはむら）は、かつて富山県婦負郡にあった村。
現在の富山市五福地区に相当する。

## 沿革
- 1889年（明治22年）4月1日 - 町村制の施行により、婦負郡五福村、舟橋町村、下野新村、下野村の区域の一部、金屋村の区域の一部、寺町村の区域の一部及び鐚島村の区域の一部をもって、婦負郡東呉羽村が発足する。
- 1909年（明治42年）4月1日 - 大字舟橋町の区域の一部及び大字鵯島の区域の一部を富山市に編入する。
- 1926年（大正15年）7月1日 - 富山市に編入する。